# صبغي 5
الصبغي البشري الخامس (بالإنجليزية: Chromosome 5)‏ وهو أحد ثلاث وعشرين زوجاً صبغياً بشرياً، والشخص الطبيعي يملك زوجاً من هذا الصبغي ورث أحدهما عن أبيه والآخر من أمه، ويحوي تقريباً 182 مليون زوج من أسس الدنا ويشكل حوالي 6% من الدنا الكلي للخلية، ورغم أنه من أكبر الصبغيات البشرية حجماً إلا أنه أقلها كثافة في حمل المورثات حسب ما تم تقديره والعمل جار لتحديد المورثات وتقدر حوالي 900 - 1300 مورثة .